# Скоки (Берестейський район)
Скоки — село в Білорусі, у Берестейському районі Берестейської області. Входить до складу Мотикальської сільської ради. Кількість населення — 945 осіб (2009).

## Історія
Перша згадка про поселення датується 1550 роком — тоді селом володів Семен Михайлович Клувода, предки котрого постачали коней для земської служби. Від нього село перейшло до зятя, Івана Семеновича. В 1567 році перебувало у власности Федора Скоківського, ймовірно, Семенового сина. 1583 року відоме як панська власність Г. Б. Чижевського, 1589-го — Олександра Заранка-Горбовського, жонатого на доньці Федора Скоківського. 

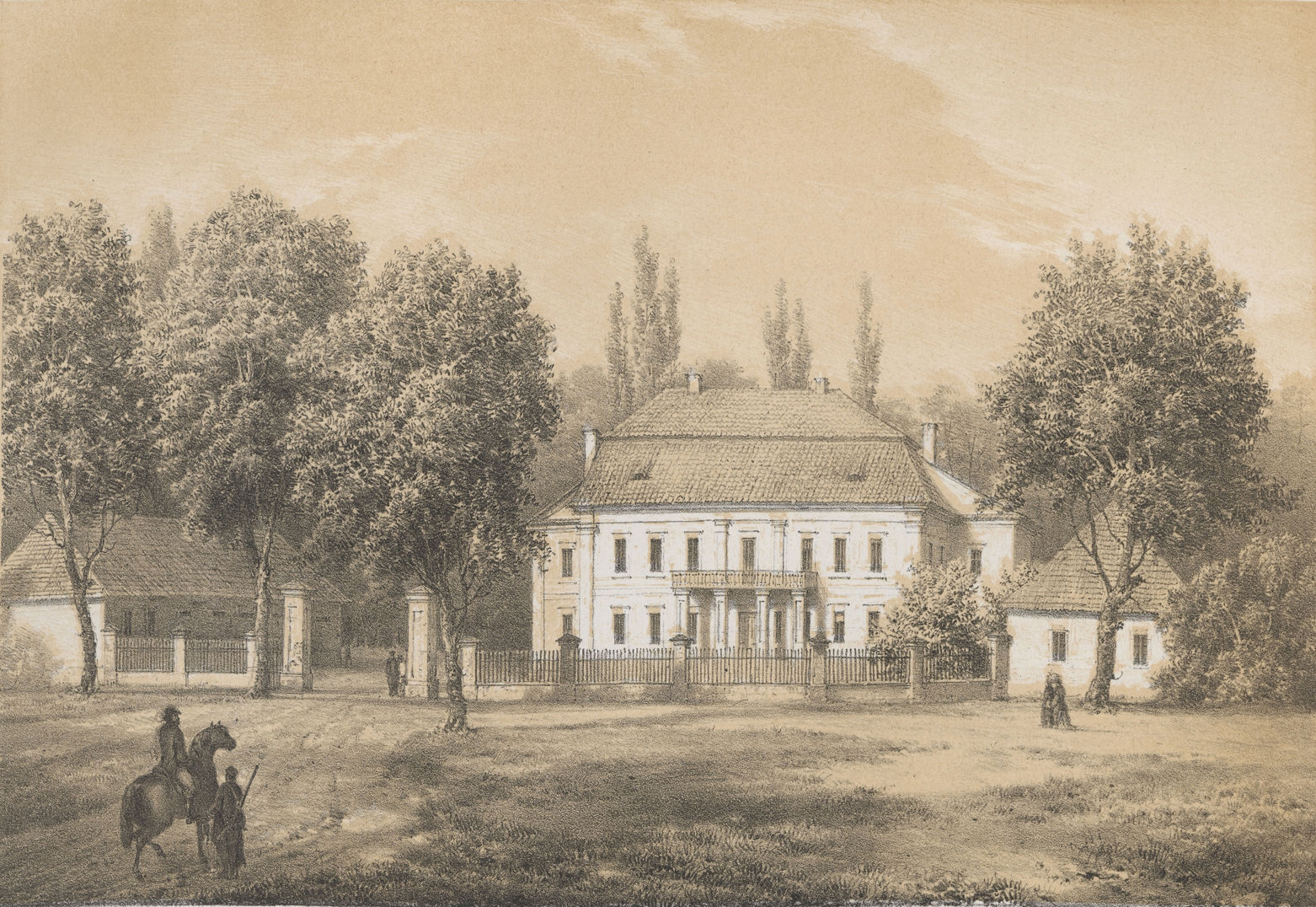
Садиба Нємцевичів, малюнок Наполеона Орди, 1877 р.

В 17 столітті власником був Балтазар Бобровницький, в другій половині 17 століття село перейшло до князів Шуйських; один з них, Францішек, був одружений з Терезою Нємцевич. Згодом Скоками заволодів Олександр Нємцевич, власник сусідніх Клейників, від котрого, у 1763 році, отримані в спадок сином Марцелієм. У 1802 році, по смерти Марцелія, маєток відійшов до старшого сина, Юліана, у 1832 році конфіскований.
У 1889 році — село Мотикальської волості Берестейського повіту Гродненської губернії, за 10,5 верст від Берестя, на річці Лісна. В 1890 році маєтком володів нащадок одного з братів Юліана, Іван Урсин-Нємцевич, у 1905 році — його син Іван.
15 грудня 1917 року в селі, в палаці Нємцевичів, підписано протокол про перемир'я між Радянською Росією та Німеччиною, що поклало початок припиненню військових дій під час Перша світової війни на сході.
У 1921 році село перебувало в складі Мотикальської волості Берестейського повіту Поліського воєводства Польської Республіки. Відповідно до перепису населення Польщі, станом на 30 жовтня 1931 року село налічувало 27 будинків, кількість населення села становила 159 осіб, з них: 77 чоловіків та 82 жінки, 78 римокатоликів та 81 православний, 158 поляків та 1 білорус. Крім того, в переліку числяться двір Скоки, на 3 будинки і 27 мешканців, та фільварок Скоки — 3 двори та 28 жителів.
В 1927 році фільварком маєтку Мотикали (так називали Скоки) володіла Софія із Урсин-Нємцевичів. У 1931 році Яніна Урсин-Нємцевич, тодішня власниця, продала частину земель селянам. Останнім власником села був Станіслав.

## Пам'ятки
В селі збереглася садиба Нємцевичів, пам'ятка архітектури 18 століття. Комплекс, збудований орієнтовно у 1770 році, складався з двоповерхового палацу, двох флігелів, каплиці та господарських будівель. Тут народився та проживав учасник польського національно-визвольного руху, сподвижник та ад'ютант Тадеуша Костюшка в повстанні 1794 року, Юліан Нємцевич.
За 2 км північніше села розміщений історичний пам'ятник-вежа 18 століття, відновлений у 1999 році.

## Відомі особи
- Юліан Урсин Нємцевич (1758—1841) — польський драматург, поет, громадський та політичний діяч.